# Tito Aurélio Fulvo, o Velho
Tito Aurélio Fulvo (em latim: Titus Aurelius Fulvus), dito o Velho (em latim: Major) para diferenciá-lo de seu filho, foi um general romano aliado do então pretendente ao trono romano Vespasiano no ano dos quatro imperadores e depois cônsul por duas vezes. Foi avô por parte de pai do imperador Antonino Pio.

## História
Tito Aurélio Fulvo nasceu em Nemauso, na Gália Narbonense, e ganhou experiência como legado da Legio III Gallica no oriente servindo sob o general Córbulo. Quando a legião foi transferida para a Mésia, em fevereiro de 69, Fulvo liderou-a numa vitória sobre 9 000 cavaleiros roxolanos na margem romana do Danúbio.
Foi neste período que Fulvo conseguiu convencer os exércitos ilírios a apoiarem Vespasiano e, como recompensa, foi convocado para a corte dele em Alexandria durante o período crítico entre a morte de Vitélio, em dezembro, e a partida de Vespasiano para Roma entre agosto e setembro do ano seguinte. Fulvo também foi cônsul sufecto nos primeiros anos do reinado de Vespasiano (não se sabe em que ano) e foi promovido à classe patrícia (mesmo tendo nascido numa província).
Como aliado de Vespasiano e de seus filhos, Fulvo também ocupou diversas posições importantes, mas apenas três são atestadas incontestavelmente: o governo da província da Hispânia Citerior, um segundo consulado em 85 (tendo Domiciano como colega) e prefeito urbano. Lembrando que Fulvo era parte do "nexo hispano-narbonense" que emergiu no final do século I, o historiador Brian W. Jones observa que "Fulvo, como um consular sênior com ampla experiência, teria sido um membro indispensável da corte de Domiciano".